# Íslensku tónlistarverðlaunin
L'Íslensku tónlistarverðlaunin (in sigla ÍSTÓN) è un premio musicale che si tiene annualmente in Islanda, organizzato dalla Félag íslenskra hljómlistarmanna, a partire dal 1993.

## Categorie

### Jazz/Blues
- Album jazz dell'anno
- Composizione dell'anno
- Compositore dell'anno
- Esecutore dell'anno – solista
- Esecutore dell'anno – gruppo
- Esibizione dal vivo dell'anno
- Rivelazione dell'anno

### Musica classica e contemporanea
- Album di musica classica dell'anno
- Composizione dell'anno
- Artista femminile dell'anno
- Artista maschile dell'anno
- Esecutore dell'anno – solista
- Esecutore dell'anno – gruppo
- Evento musicale dell'anno
- Rivelazione dell'anno

### Pop, rock, rap, hip hop e musica elettronica
- Album rap/hip hop dell'anno
- Album rock dell'anno
- Album pop dell'anno
- Album di musica elettronica dell'anno
- Artista femminile dell'anno
- Artista maschile dell'anno
- Canzone dell'anno – rock
- Canzone dell'anno – pop
- Canzone dell'anno – rap/hip hop
- Compositore dell'anno
- Cantautore dell'anno
- Evento musicale dell'anno
- Esecutore dell'anno
- Rivelazione dell'anno
- Video musicale dell'anno

### Categorie speciali
- Premio alla carriera